# Bateria Marsa
Bateria Marsa (malt. Batterija tal-Marsa, ang. Marsa Battery) była to bateria artyleryjska w Marsa na Malcie, zbudowana przez maltańskich powstańców podczas blokady Francuzów w latach 1798-1800. Była ona częścią łańcucha baterii, redut i umocnień okrążających francuskie pozycje w Marsamxett oraz Grand Harbour.
Bateria została zbudowana u podnóża Jesuit Hill, blisko linii brzegowej. Bateria Jesuit Hill stała w pobliżu, wyżej położona. Bateria Marsa była niewielka, posiadała nieduży kamienny parapet z trzema strzelnicami, kamienną platformę artyleryjską, wartownię po lewej stronie, oraz osłaniający mur z gruzu kamiennego po prawej. Na tyłach baterii zbudowany był również magazyn. Bateria Marsa została zaprojektowana przez Salvatore Camilleri z Valletty.
Jak i inne fortyfikacje blokujące Francuzów, bateria Marsa została rozebrana, prawdopodobnie po roku 1814. Żadne ślady po baterii nie są dziś widoczne, a teren jest teraz mocno uprzemysłowiony. Na miejscu baterii stoi dziś Marsa Power Station.